# Lazzaretto Nuovo
Lazzaretto Nuovo es una isla en la laguna de Venecia, en Italia de alrededor de 9 hectáreas.  Se encuentra ubicado en la entrada del canal de San Erasmo.
Monasterio benedictino durante la Edad Media, la isla se convirtió en 1468, por decreto del senador de la Serenissima, Isla de Lazareto, en la sede de un organismo para prevenir el contagio de la plaga, institución que posteriormente se exportó a todo el mundo.  La isla sirvió como un centro de almacenamiento de mercancías sospechosas de estar infectadas por la plaga con el fin de examinarlas sobre el terreno.